# Bardowick
Bardowick är en kommun (köping) och ort i Landkreis Lüneburg i förbundslandet Niedersachsen i Tyskland, vid Elbes biflod Ilmenau, sydost om Hamburg.
Under äldre medeltid var Bardowick en viktig handelsplats, och fungerade även en kortare tid som biskopssäte.
Kommunen ingår i kommunalförbundet Samtgemeinde Bardowick tillsammans med ytterligare sex kommuner.